# Panellus pusillus
Panellus pusillus är en svampart som först beskrevs av Pers. ex Lév., och fick sitt nu gällande namn av Burds. & O.K. Mill. 1975. Panellus pusillus ingår i släktet Panellus och familjen Mycenaceae.   Inga underarter finns listade i Catalogue of Life.

## Bildgalleri

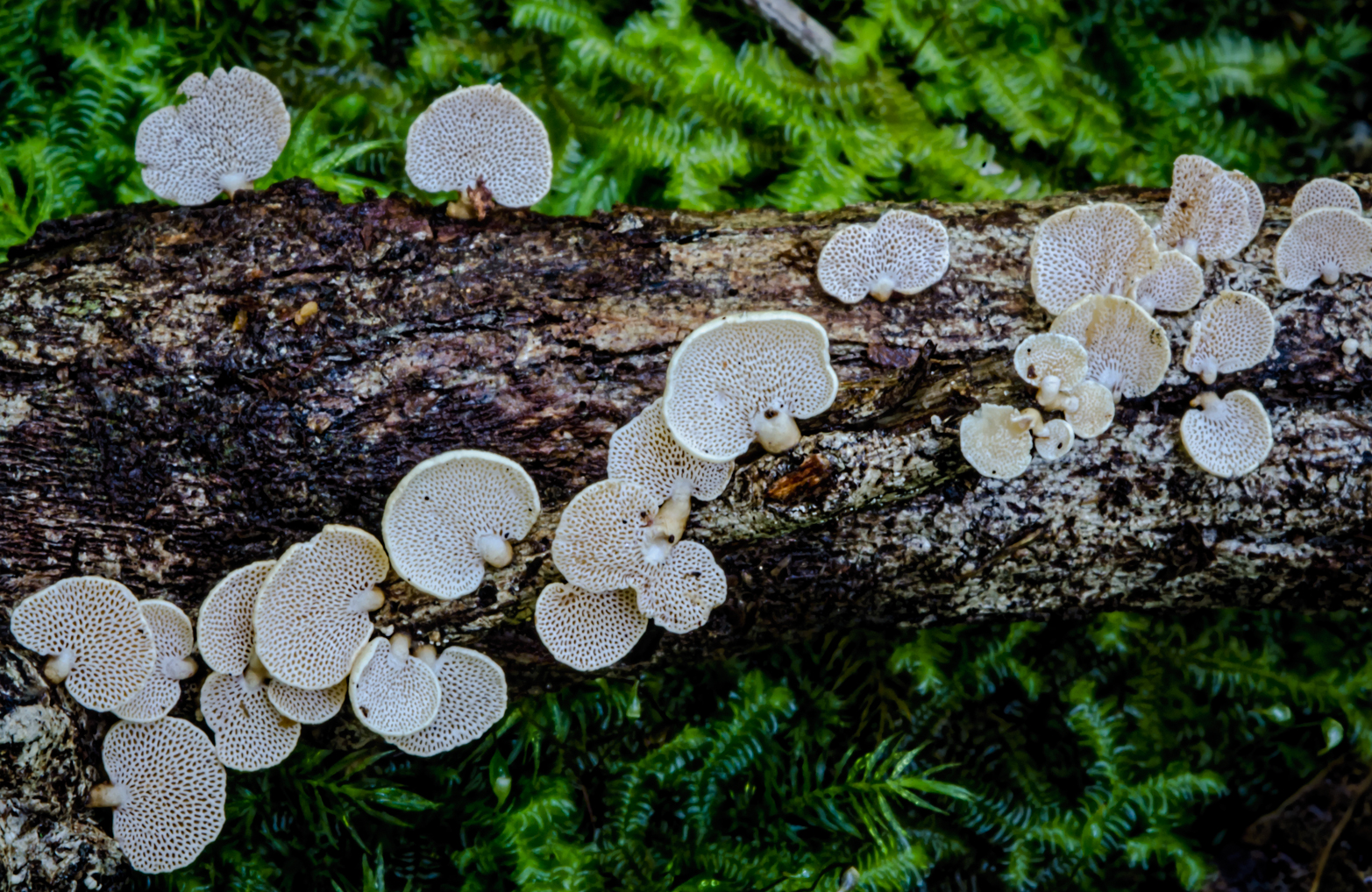